# راسموس کوئد
راسموس کوئد (دانمارکی: Rasmus Quaade؛ زادهٔ ۷ ژانویهٔ ۱۹۹۰) دوچرخه‌سوار اهل دانمارک است.
از باشگاه‌هایی که در آن بازی کرده‌است می‌توان به تیم دوچرخه‌سواری اشتاتینگ سرویس گروپ و تیم دوچرخه‌سواری کولت انرژی اشاره کرد.
وی در مسابقات کشوری و بین‌المللی در مجموع برندهٔ ۳ مدال نقره، ۴ مدال برنز شده‌است.